# Costacosa torbjorni
Espèce
Costacosa torbjorni est une espèce d'araignées aranéomorphes de la famille des Lycosidae.

## Distribution
Cette espèce est endémique d'Australie-Occidentale. Elle se rencontre sur la côte et les îles du Pilbara et du Gascoyne.

## Description
Les mâles mesurent de 12,12 à 15,13 mm et les femelles de 15,45 à 19,90 mm.

## Étymologie
Cette espèce est nommée en l'honneur de Torbjörn Kronestedt.

## Publication originale
- Framenau & Leung, 2013 : Costacosa, a new genus of wolf spider (Araneae, Lycosidae) from coastal north-west Western Australia. Records of the Western Australian Museum, Supplement, vol. 83, p. 173-184 (texte intégral).